# Вуяклия, Срджан
Срджан Вуяклия (серб. Срђан Вујаклија; род. 21 марта 1988, Нови-Сад) — сербский футболист, нападающий.

## Карьера
Клубную карьеру начал в 2005 году в клубе «Ветерник». В том же году перешёл в «Нови-Сад». В 2010 году стал игроком «Спартака» из Суботицы.
В чемпионате Сербии 2016/17 весной выступал за столичную «Црвену Звезду» и стал с ней вице-чемпионом страны.
Летом 2017 года стал игроком казахстанского клуба «Ордабасы» из Шымкента. В первом же матче забил мяч в ворота карагандинского «Шахтёра». Но в итоге сыграл во втором круге всего 7 игр и забил три гола.
В феврале 2018 года перешёл в южнокорейский клуб «Кванджу».

## Достижения
«Црвена Звезда»
- Серебряный призёр чемпионата Сербии: 2016/17

«Ордабасы»
- Бронзовый призёр чемпионата Казахстана: 2017